# Gonomyia cubana
Gonomyia cubana är en tvåvingeart som beskrevs av Alexander 1931. Gonomyia cubana ingår i släktet Gonomyia och familjen småharkrankar.
Artens utbredningsområde är Kuba. Inga underarter finns listade i Catalogue of Life.